# Daiki Iwamoto
Pour les articles homonymes, voir Iwamoto.
Daiki Iwamoto (岩本 大貴, Daiki Iwamoto), né en 1969, est un créateur de jeu vidéo japonais ayant fait sa carrière chez Nintendo, notamment dans la série The Legend of Zelda. Il entre chez Nintendo en 1995.

## Carrière
Daiki Iwamoto naît le 17 novembre 1969 dans la préfecture de Mie, près d'Osaka. Le premier travail d'Iwamoto effectué pour Nintendo est pour le jeu Star Fox 2, un projet de jeu annulé pour la SNES, dans lequel il est responsable de la programmation 3D. Le jeu étant trop avancé en termes de technologie, Nintendo prend alors peur que ce projet fasse de l'ombre à la nouvelle console Nintendo 64, prévue pour permettre au joueur une nouvelle expérience de jeu 3D, et annule le projet. Iwamoto bascule alors sur d'autres projets, dont Super Mario 64 et The Legend of Zelda: Ocarina of Time, où il supervise les cinématiques, son premier travail sur la franchise The Legend of Zelda. 
Il supervise ensuite les batailles contre les boss dans l'opus multijoueur sorti sur GameCube The Legend of Zelda: Four Swords Adventures. Il ne participe pas au projet The Legend of Zelda: The Wind Waker, mais se voit proposer l'opportunité de diriger le premier opus de la saga sur Nintendo DS : The Legend of Zelda: Phantom Hourglass. À la suite de ce succès, il se voit confier la suite directe de cet opus, The Legend of Zelda: Spirit Tracks. Ces deux épisodes sont produits Eiji Aonuma. 
Une fois ce travail effectué, il rejoint l'équipe menée par Hidemaro Fujibayashi sur le projet The Legend of Zelda: Skyward Sword. Il participe notamment à la création de Célesbourg, la ville principale du jeu, pensée pour être un hub. Il est également derrière la création des Célestriers, une espèce d'oiseau géants qui permet de voyager dans les cieux. Iwamoto est également chargé de développer l'identité des habitants de Célesbourg, de créer des mini-jeux, de créer les situations avec lesquelles le joueur peut interagir. 
Bien qu'absent du projet initial The Legend of Zelda: The Wind Waker, il se voit ensuite confier la direction de son remake The Legend of Zelda: The Wind Waker HD. Il accepte ensuite le rôle de superviseur pour les deux opus de la saga Zelda sorti sur 3DS, The Legend of Zelda: A Link Between Worlds et The Legend of Zelda: Tri Force Heroes. 
Plus récemment, il obtient le poste de directeur adjoint sur le titre The Legend of Zelda: Breath of the Wild, ainsi que celui de superviseur des contenus téléchargeables, dans lesquels il ajoute des références à ses anciens jeux, The Legend of Zelda: Phantom Hourglass et The Legend of Zelda: Spirit Tracks.
En dehors de la franchise Zelda, il travaille également sur des jeux de la série Mario, comme New Super Mario Bros. U.

## Travaux
| Année | Titre                                       | Rôle                                    | Collaborateur(s)                                                       |
| ----- | ------------------------------------------- | --------------------------------------- | ---------------------------------------------------------------------- |
| 1995  | Star Fox 2                                  | Programmateur 3D                        | Katsuya Eguchi, Hiroshi Yamauchi et Shigeru Miyamoto                   |
| 1996  | Super Mario 64                              | Programmeur                             | Shigeru Miyamoto, Hiroshi Yamauchi, Yoshiaki Koizumi et Takashi Tezuka |
| 1998  | The Legend of Zelda: Ocarina of Time        | Responsable des cinématiques            | Shigeru Miyamoto et Eiji Aonuma                                        |
| 2001  | Luigi's Mansion                             | Programmeur                             | Hideki Konno, Shigeru Miyamoto et Takashi Tezuka                       |
| 2004  | The Legend of Zelda: Four Swords Adventures | Responsable des combats contre les boss | Shigeru Miyamoto et Eiji Aonuma                                        |
| 2007  | The Legend of Zelda: Phantom Hourglass      | Réalisateur                             | Eiji Aonuma, Hidemaro Fujibayashi, Toru Minegishi et Kenta Nagata      |
| 2009  | The Legend of Zelda: Spirit Tracks          | Réalisateur                             | Eiji Aonuma, Toru Minegishi et Koji Kondo                              |
| 2011  | The Legend of Zelda: Skyward Sword          | Programmeur                             | Eiji Aonuma, Hidemaro Fujibayashi et Mahito Yokota                     |
| 2012  | New Super Mario Bros. U                     | Programmeur                             | Takashi Tezuka et Hiroyuki Kimura                                      |
| 2013  | New Super Luigi U                           | Programmeur                             | Takashi Tezuka et Hiroyuki Kimura                                      |
| 2013  | The Legend of Zelda: The Wind Waker HD      | Réalisateur                             | Eiji Aonuma et Kenta Nagata                                            |
| 2013  | The Legend of Zelda: A Link Between Worlds  | Superviseur                             | Eiji Aonuma et Kōji Takahashi                                          |
| 2015  | The Legend of Zelda: Tri Force Heroes       | Superviseur                             | Eiji Aonuma                                                            |
| 2017  | The Legend of Zelda: Breath of the Wild     | Assistant réalisateur                   | Hidemaro Fujibayashi et Eiji Aonuma                                    |